# Cotinga-de-poupa-vermelha
Cotinga-de-poupa-vermelha  ou cotinga-de-crista-vermelha (Ampelion rubrocristatus) é uma espécie de ave da família Cotingidae.
Pode ser encontrada nos seguintes países: Bolívia, Colômbia, Equador, Peru e Venezuela.
Os seus habitats naturais são: regiões subtropicais ou tropicais húmidas de alta altitude e florestas secundárias altamente degradadas.